# Elysius mossi
Elysius mossi är en fjärilsart som beskrevs av Rothschild 1922. Elysius mossi ingår i släktet Elysius och familjen björnspinnare. Inga underarter finns listade i Catalogue of Life.